# Ordre de bataille de l'Union lors de la campagne des Carolines
Les unités et les commandants de l'armée de l'Union ont combattu lors de la campagne des Carolines de la guerre de Sécession. L'ordre de bataille confédéré est indiqué séparément. L'ordre de bataille est compilé à partir de l'organisation de l'armée lors de la campagne.

## Abréviations utilisées

### Grade
- MG = Major-général
- BG = Brigadier général
- Col = Colonel
- Ltc = Lieutenant-colonel
- Maj = Commandant
- Cpt = Capitaine
- Lt = Premier Lieutenant
- Bvt = Brevet

### Autre
- (b) = blessé
- mb = mortellement blessé
- † = tué

## Forces de l'Union
MG William T. Sherman
Garde de l'état-major :
- 7th Company Ohio Sharpshooters : Lt James Cox

Ingénieurs :
- 1st Michigan Engineers & Mechanics :  Col John B. Yates
- 1st Missouri Engineers (5 compagnies) : Ltc William Tweeddale

Artillerie: Bvt MG William Farquhar Barry

## Aile droite,armée du Tennessee
MG Oliver O. Howard
Escorte :
- Compagnie K, 15th Illinois Cavalry : Cpt William Duncan
- 4th Company Ohio Cavalry : Cpt John L. King

Garde du train de ponton
- Compagnie E, 14th Wisconsin : Cpt William I. Henry

### XV Corps
MG John A. Logan
| Division                                   | Brigade | Régiments et autres |
| ------------------------------------------ | --- | --- |
| Première division Bvt MG Charles R. Woods  | 1st brigade Bvt BG William Burnham Woods | - 12th Indiana : Col Reuben Williams - 26th Iowa : Maj John Lubbers - 27th Missouri : Col Thomas Curley - 31st Missouri/32nd Missouri (6 compagnies) : Ltc Abraham J. Seay - 76th Ohio : Ltc Edward Briggs |
| Première division Bvt MG Charles R. Woods  | 2nd brigade Col Robert Francis Catterson | - 26th Illinois : Ltc Ira J. Bloomfield - 40th Illinois : Ltc Hiram W. Hall - 103rd Illinois : Ltc George W. Wright - 97th Indiana : Ltc Aden G. Cavins - 100th Indiana : Maj Ruel M. Johnson, Cpt John W. Headington - 6th Iowa : Ltc William H. Clune - 46th Ohio : Ltc Edward N. Upton                                     |
| Première division Bvt MG Charles R. Woods  | 3rd brigade Col George A. Stone | - 4th Iowa : Maj Albert R. Anderson - 9th Iowa : Maj Alonzo Abernethy - 25th Iowa : Ltc David J. Palmer - 30th Iowa : Ltc Aurelius Roberts - 31st Iowa : Ltc Jeremiah W. Jenkins |
| Deuxième division MG William Babcock Hazen | 1st brigade Col Theodore Jones | - 55th Illinois : Cpt Charles A. Andress - 116th Illinois : Ltc John E. Maddux, Cpt Necolas Geschwind - 127th Illinois : Ltc Frank S. Curtiss - 6th Missouri : Ltc Delos Van Deusen - 30th Ohio: Ltc Emerson P. Brooks - 57th Ohio : Ltc Samuel R. Mott                                                                       |
| Deuxième division MG William Babcock Hazen | 2nd brigade Col Wells S. Jones | - 111th Illinois : Col James Stewart Martin - 83rd Indiana : Cpt Charles W. White, Cpt William N. Craw - 37th Ohio : Ltc Louis von Blessingh - 47th Ohio : Col Augustus C. Parry - 53rd Ohio : Maj Preston R. Galloway - 54th Ohio : Ltc Israel T. Moore                                                                      |
| Deuxième division MG William Babcock Hazen | 3rd brigade BG John Morrison Oliver | - 48th Illinois : Ltc Thomas L. B. Weems - 90th Illinois : Ltc Owen Stuart - 99th Indiana : Cpt Josiah Farrar - 15th Michigan : Ltc Frederick S. Hutchinson - 70th Ohio : Ltc Henry L. Philips |
| 3rd Division Bvt MG John E. Smith          | 1st brigade BG William Thomas Clark | - 63rd Illinois : Col Joseph B. McCown, Cpt Joseph R. Stanford - 93rd Illinois : Ltc Nicholas C. Buswell - 48th Indiana : Cpt Newton Bingham - 59th Indiana : Ltc Jefferson K. Scott, Maj Thomas A. McNaught - 4th Minnesota : Col John Eaton Tourtellotte, Cpt Leverett R. Wellman - 18th Wisconsin : Ltc Charles H. Jackson |
| 3rd Division Bvt MG John E. Smith          | 2nd brigade Col Clark R. Wever | - 56th Illinois : Ltc John P. Hall - 10th Iowa : Ltc William H. Silsby - 17th Iowa (1 company): Cpt William Horner - 10th Missouri/26th Missouri (2 compagnies) : Lt Theron Moses Rice - 80th Ohio : Ltc Pren Metham, Maj Thomas C. Morris                                                                                    |
| 4th Division Bvt MG John M. Corse          | 1st brigade BG Elliott W. Rice | - 52nd Illinois : Ltc Jerome D. Davis - 66th Indiana : Ltc Roger Martin - 2nd Iowa: Col Noel B. Howard - 7th Iowa: Ltc James C. Parrott |
| 4th Division Bvt MG John M. Corse          | 2nd brigade Col Robert N. Adams | - 12th Illinois : Ltc Henry Van Sellar - 66th Illinois : Ltc Andrew K. Campbell - 81st Ohio : Maj William C. Henry |
| 4th Division Bvt MG John M. Corse          | 3rd brigade Col Frederick J. Hurlbut | - 7th Illinois : Ltc Hector Perrin - 50th Illinois : Ltc William Hanna - 57th Illinois : Maj Frederick A. Battey - 39th Iowa : Ltc Joseph M. Griffiths |
| 4th Division Bvt MG John M. Corse          | Non affectées | - 29th Missouri Mounted Infantry : Col Joseph S. Gage - 110th US Colored Troops: Maj William C. Hawley, Cpt Thomas Kennedy, Cpt Zachary C. Wilson, Cpt Jacob Kemnitzer |
| Artillerie Ltc William H. Ross             | - Batterie H, 1st Illinois: Cpt Francis DeGress, Lt Robert S. Gray - Batterie B, 1st Michigan: Lt Edward B. Wright - Battery H, 1st Missouri: Cpt Charles M. Callahan - 12th Wisconsin Battery: Cpt William Zickerick | |

### XVII Corps
MG Francis Preston Blair, Jr
Escorte :
- Compagnie G, 11th Illinois Cavalry : Cpt Stephen S. Tripp

| Division                                                 | Brigade | Régiments et autres |
| -------------------------------------------------------- | --- | --- |
| Première division MG Joseph A. Mower BG Manning F. Force | 1st brigade BG John W. Fuller | - 64th Illinois : Maj Joseph S. Reynolds - 18th Missouri : Col Charles S. Sheldon, Ltc William H. Minter, Maj William M. Edgar - 27th Ohio : Maj Isaac N. Gilruth - 39th Ohio : Ltc Daniel Weber                                                            |
| Première division MG Joseph A. Mower BG Manning F. Force | 2nd brigade BG John W. Sprague | - 35th New Jersey : Col John J. Cladek - 43rd Ohio : Maj Horace Park - 63rd Ohio : Maj Oscar Lawrence Jackson - 25th Wisconsin : Ltc Jeremiah McLain Rusk                                                                                                   |
| Première division MG Joseph A. Mower BG Manning F. Force | 3rd brigade Col Charles H. DeGroat Bvt BG John Tillson                                                                                    | - 10th Illinois : Ltc David Gillespie - 25th Indiana : Ltc James S. Wright - 32nd Wisconsin : Ltc Joseph H. Carleton, Maj William H. Burrows |
| Troisième division Bvt MG Mortimer Dormer Leggett        | 1st brigade BG Charles Ewing | - 20th Illinois : Cpt Henry King - 30th Illinois : Ltc William C. Rhoades, Cpt John P. Davis - 31st Illinois : Ltc Robert N. Pearson - 45th Illinois : Maj John O. Duer - 12th Wisconsin : Col James Kerr Proudfit - 16th Wisconsin : Col Cassius Fairchild |
| Troisième division Bvt MG Mortimer Dormer Leggett        | 2nd brigade BG Robert Kingston Scott | - 20th Ohio : Ltc Harrison Wilson - 68th Ohio : Ltc George E. Welles - 78th Ohio : Col Greenbury F. Wiles, Ltc Gilbert D. Munson - 17th Wisconsin : Col Adam Gale Malloy                                                                                    |
| Fourth Division Bvt MG Giles Alexander Smith             | 1st brigade BG Benjamin F. Potts | - 14th/15th Illinois (bataillon) : Col George C. Rogers - 53rd Illinois : Col John W. McClanahan - 23rd Indiana : Ltc George S. Babbitt, Cpt John W. Hammond - 53rd Indiana : Col Warner L. Vestal - 32nd Ohio : Ltc Jefferson J. Hibbets                   |
| Fourth Division Bvt MG Giles Alexander Smith             | 3rd brigade BG William W. Belknap | - 32nd Illinois : Cpt John J. Rider - 11th Iowa : Ltc Benjamin Beach - 13th Iowa : Ltc Justin C. Kennedy - 15th Iowa : Maj George Pomutz - 16th Iowa : Maj John H. Smith                                                                                    |
| Artillerie Maj Frederick Welker                          | - Batterie C, 1st Michigan : Lt William W. Hyzer - 1st Minnesota Battery : Cpt William Z. Clayton - 15th Ohio Battery : Cpt James Burdick | |
| Non affectée                                             | - 9th Illinois Mounted Infantry : Ltc Samuel T. Hughes                                                                                    | |

## Aile gauche,armée de la Géorgie
MG Henry W. Slocum
Pontonniers:
- 58th Indiana : Ltc Joseph Moore

### XIV Corps
Bvt MG Jefferson C. Davis
Garde de la prévôté : Ltc E. Hibbard Garniture
- 110th Illinois (9 compagnies)
- Compagnie A, 24th Illinois

| Division | Brigade                                                | Régiments et autres |
| --- | ------------------------------------------------------ | --- |
| Première division BG Charles C. Walcutt                                                                       | 1st brigade Bvt BG Harrison C. Hobart                  | - 104th Illinois : Maj John H. Widmer - 42nd Indiana : Maj Gideon R. Kellams - 88th Indiana : Maj Lewis J. Blair - 33rd Ohio : Cpt Joseph Hinson - 94th Ohio : Maj William H. Snider - 21st Wisconsin : Ltc Michael H. Fitch                                                                      |
| Première division BG Charles C. Walcutt                                                                       | 2nd brigade Bvt BG George P. Buell                     | - 13th Michigan : Cpt Silas A. Yerkes - 21st Michigan : Ltc Loomis K. Bishop - 69th Ohio : Ltc Joseph H. Brigham |
| Première division BG Charles C. Walcutt                                                                       | 3rd brigade Col Henry A. Hambright                     | - 38th Indiana : Cpt David H. Patton - 21st Ohio : Ltc Arnold McMahan - 74th Ohio : Maj Robert P. Findley - 79th Pennsylvania : Cpt John S. McBride |
| Deuxième division Bvt MG James D. Morgan Provost Guard: - Compagnie B, 110th Illinois : Cpt William R. Hester | 1st brigade BG William Vandever                        | - 16th Illinois : Cpt Herman Lund - 60th Illinois : Maj James H. McDonald - 10th Michigan : Cpt William H. Dunphy - 14th Michigan : Ltc George W. Grummond - 17th New York : Maj Alexander S. Marshall                                                                                            |
| Deuxième division Bvt MG James D. Morgan Provost Guard: - Compagnie B, 110th Illinois : Cpt William R. Hester | 2nd Brigade BG John G. Mitchell                        | - 34th Illinois : Ltc Peter Ege - 78th Illinois : Ltc Maris R. Vernon - 98th Ohio : Maj David E. Roatch - 108th Ohio : Ltc Joseph Good - 113th Ohio : Cpt Otway Watson - 121st Ohio : Maj Aaron B. Robinson                                                                                       |
| Deuxième division Bvt MG James D. Morgan Provost Guard: - Compagnie B, 110th Illinois : Cpt William R. Hester | 3rd Brigade Ltc James W. Langley                       | - 85th Illinois : Cpt James R. Griffith - 86th Illinois : Ltc Allen R. Fahnestock - 125th Illinois : Cpt George W. Cook - 22nd Indiana : Cpt William H. Snodgrass - 37th Indiana (1 compagnie) : Lt Socrates Carver - 52nd Ohio : Maj James T. Holmes                                             |
| Troisième division Bvt MG Absalom Baird                                                                       | 1st brigade Col Morton C. Hunter                       | - 82nd Indiana: Ltc John M. Matheny - 23rd Missouri (4 compagnies) : Maj John H. Jolly - 11th Ohio (détachement): Cpt Francis H. Loring - 17th Ohio : Ltc Benjamin H. Showers - 31st Ohio : Cpt Michael Stone, Cpt Eli Wilkin - 89th Ohio : Ltc William H. Glenn - 92nd Ohio : Ltc John C. Morrow |
| Troisième division Bvt MG Absalom Baird                                                                       | 2nd brigade Col Newell Gleason                         | - 75th Indiana : Ltc William O'Brien - 87th Indiana : Ltc Edwin P. Hammond - 101st Indiana : Ltc Thomas Doan - 2nd Minnesota : Ltc Judson W. Bishop - 105th Ohio : Ltc George T. Perkins |
| Troisième division Bvt MG Absalom Baird                                                                       | 3rd brigade Ltc Hubbard K. Milward BG George S. Greene | - 74th Indiana : Ltc Thomas Morgan - 18th Kentucky : Maj John J. Hall, Ltc Hubbard K. Milward - 14th Ohio : Ltc Albert Moore - 38th Ohio : Cpt Charles M. Gilbert |
| Troisième division Bvt MG Absalom Baird                                                                       | Artillerie Maj Charles Houghtaling                     | - Batterie C, 1st Illinois : Lt Palmer F. Scovel - Batterie I, 2nd Illinois : Lt Judson Rich - 19th Indiana Battery : Lt Clinton Keller - 5th Wisconsin Battery : Cpt Joseph McKnight, Lt Elijah Booth, Jr.                                                                                       |

### XX Corps
Bvt MG Alphée S. Williams
MG Joseph A. Mower
| Division                                                             | Brigade                                                  | Régiments et autres |
| -------------------------------------------------------------------- | -------------------------------------------------------- | --- |
| Première division BG Nathaniel J. Jackson Bvt MG Alpheus S. Williams | 1st brigade BG James L. Selfridge                        | - 5th Connecticut : Ltc Henry W. Daboll - 123rd New York : Col James C. Rogers - 141st New York : Ltc Andrew J. McNett - 46th Pennsylvania : Maj Patrick Griffith |
| Première division BG Nathaniel J. Jackson Bvt MG Alpheus S. Williams | 2nd brigade Bvt BG William Hawley                        | - 2nd Massachusetts : Cpt Edward A. Phalen - 13th New Jersey : Ltc Frederick H. Harris - 107th New York : Col Nirom M. Crane - 150th New York : Col Alfred B. Smith - 3rd Wisconsin : Ltc George W. Stevenson                                                         |
| Première division BG Nathaniel J. Jackson Bvt MG Alpheus S. Williams | 3rd brigade BG James S. Robinson                         | - 82nd Illinois : Ltc Edward S. Salomon - 101st Illinois : Ltc John B. LeSage - 143rd New York : Col Horace Boughton - 61st Ohio/82nd Ohio : Maj James S. Crall - 31st Wisconsin : Col Francis H. West                                                                |
| Deuxième division Bvt MG John W. Geary                               | 1st brigade Col George W. Mindil Bvt BG Ario Pardee, Jr. | - 5th Ohio : Ltc Robert Kirkup - 29th Ohio : Ltc Jonas Schoonover - 66th Ohio : Ltc Eugene Powell, Cpt Theodore G. Keller - 28th Pennsylvania : Ltc James Fitzpatrick - 147th Pennsylvania : Ltc John Craig                                                           |
| Deuxième division Bvt MG John W. Geary                               | 2nd brigade Col Patrick Henry Jones                      | - 33rd New Jersey : Ltc Enos Fourat, Maj Nathaniel K. Bray - 119th New York : Col John T. Lockman - 134th New York : Ltc Allan H. Jackson - 154th New York : Ltc Lewis D. Warner - 73rd Pennsylvania : Maj Christian H. Goebel                                        |
| Deuxième division Bvt MG John W. Geary                               | 3rd brigade Bvt BG Henry A. Barnum                       | - 60th New York : Ltc Lester S. Williams - 102nd New York : Maj Oscar J. Spaulding - 137th New York : Ltc Koert S. Van Voorhees - 149th New York : Maj Nicholas Grumbach - 29th Pennsylvania : Col Samuel M. Zulich - 109th/111th Pennsylvania : Col Thomas M. Walker |
| Troisième division Bvt MG William Thomas Ward                        | 1st brigade Col Henry Case Bvt BG Benjamin Harrison      | - 102nd Illinois : Col Franklin C. Smith - 105th Illinois : Ltc Everell F. Dutton - 129th Illinois : Ltc Thomas H. Flynn, Col Henry Case - 70th Indiana : Ltc Samuel Merrill - 79th Ohio : Ltc Azariah W. Doan                                                        |
| Troisième division Bvt MG William Thomas Ward                        | 2nd brigade Bvt BG Daniel Dustin                         | - 33rd Indiana : Ltc James E. Burton - 85th Indiana : Ltc Alexander B. Crane - 19th Michigan : Maj David Anderson - 22nd Wisconsin : Ltc Edward Bloodgood |
| Troisième division Bvt MG William Thomas Ward                        | 3rd brigade Bvt BG William Cogswell                      | - 20th Connecticut : Ltc Philo B. Buckingham - 33rd Massachusetts : Ltc Elisha Doane - 136th New York : Col James Wood - 55th Ohio : Maj Charles Preston Wickham - 73rd Ohio : Maj Thomas W. Higgins - 26th Wisconsin : Maj Francis Lackner                           |
| Troisième division Bvt MG William Thomas Ward                        | Artillerie Maj John A. Reynolds Cpt Charles E. Winegar   | - Batterie I, 1st New York : Cpt Charles E. Winegar, Lt Warren L. Scott - Batterie M, 1st New York : Cpt Edward P. Newkirk - Batterie C, 1st Ohio : Lt Jerome B. Stephens - Batterie E, Pennsylvania Light : Cpt Thomas S. Sloan                                      |

## Centre,armée de l'Ohio
MG John M. Schofield
Escorte :
- Compagnie G, 7th Ohio Cavalry : Cpt John A. Ashbury

Corps de Signal : Cpt Edmund H. Russell
Ingénieurs:
- 15th New York (3 compagnies): Maj Henry V. Slosson

Artillerie : Ltc Terance J. Kennedy

### X Corps
MG Alfred H. Terry
Escorte : Compagnie I, 20th New York Cavary : Cpt John J. Carroll
| Division                                    | Brigade                                             | Régiments et autres |
| ------------------------------------------- | --------------------------------------------------- | --- |
| Première division Bvt MG Henry Warner Birge | 1st brigade à Morehead City                         | |
| Première division Bvt MG Henry Warner Birge | 2nd brigade à Wilmington                            | |
| Première division Bvt MG Henry Warner Birge | 3rd brigade Col Nicholas W. Day                     | - 24th Iowa : Ltc Edward Wright - 38th Massachusetts : Ltc James P. Richardson - 128th New York : Cpt Henry H. Sincerbox - 156th New York : Cpt Alfred Cooley - 175th New York (5 compagnies) : Cpt Charles McCarthey - 176th New York : Maj Charles Lewis |
| Première division Bvt MG Henry Warner Birge | Artillerie                                          | - 22nd Indiana Battery : Lt George W. Alexander |
| Deuxième division Bvt MG Adelbert Ames      | 1st brigade Col Rufus Daggett                       | - 3rd New York : Ltc Alfred Dunham - 112th New York : Col Ephraim A. Ludwick - 117th New York : Cpt Edward Downer - 142nd New York : Col Albert M. Barney                                                                                                  |
| Deuxième division Bvt MG Adelbert Ames      | 2nd brigade Col William B. Coan Col John S. Littell | - 47th New York : Col Christopher R. MacDonald - 48th New York : Cpt Van Renssalaer K. Hilliard, Col William B. Coan - 76th Pennsylvania : Maj Charles Knerr - 97th Pennsylvania : Ltc John Wainwright - 203rd Pennsylvania : Ltc Amos W. Bachman          |
| Deuxième division Bvt MG Adelbert Ames      | 3rd brigade Col G. Frederick Granger                | - 13th Indiana : Ltc Samuel M. Zent - 9th Maine : Ltc Joseph Noble - 4th New Hampshire : Cpt John H. Roberts - 115th New York : Ltc Nathan J. Johnson - 169th New York : Col James A. Colvin                                                               |
| Deuxième division Bvt MG Adelbert Ames      | Artillerie                                          | - 16th New York Battery : Cpt Richard H. Lee |
| Troisième division BG Charles Jackson Paine | 1st brigade Bvt BG Delvan Bates                     | - 1st US Colored Troops : Ltc Giles H. Rich - 30th US Colored Troops : Ltc Hiram A. Oakman - 107th US Colored Troops : Col William H. Revere, Jr. |
| Troisième division BG Charles Jackson Paine | 2nd brigade Bvt BG Samuel A. Duncan                 | - 4th US Colored Troops : Ltc George Rogers - 5th US Colored Troops : Col Giles W. Shurtleff - 39th US Colored Troops : Col Ozora P. Stearns |
| Troisième division BG Charles Jackson Paine | Non rattachée                                       | - Batterie E, 3rd US Artillery: Lt John R. Myrick |

### XXIII Corps
MG Jacob Dolson Cox
Bataillon du génie : Cpt Oliver S. McClure
Garde de la prévôté :
- Compagnie H, 9th New Jersey : Cpt Edward S. Pullen

Artillerie : Ltc George W. Schofield, Cpt Giles J. Cockerill
| Division | Brigade                                               | Régiments et autres |
| --- | ----------------------------------------------------- | --- |
| Première division Bvt MG Thomas H. Ruger                                                                             | 1st brigade Bvt BG Israel N. Stiles                   | - 120th Indiana : Col Allen W. Prather - 124th Indiana : Col John M. Orr - 128th Indiana : Ltc Jasper Packard - 180th Ohio : Col Willard Warner |
| Première division Bvt MG Thomas H. Ruger                                                                             | 2nd brigade Col John C. McQuiston                     | - 123rd Indiana : Ltc Dewitt C. Walters - 129th Indiana : Col Charles A. Zollinger - 130th Indiana : Col Charles S. Parrish - 28th Michigan : Col William W. Wheeler                                                                                 |
| Première division Bvt MG Thomas H. Ruger                                                                             | 3rd brigade Col Minor T. Thomas                       | - 25th Massachusetts : Ltc James Tucker - 8th Minnesota : Maj George A. Camp - 174th Ohio : Col John S. Jones - 178th Ohio : Col Joab A. Stafford |
| Première division Bvt MG Thomas H. Ruger                                                                             | Artillerie                                            | - Elgin Battery (Illinois) : Cpt Andrew M. Wood |
| Deuxième division MG Darius N. Couch BG Joseph Alexander Cooper                                                      | 1st brigade Col Orlando H. Moore BG Joseph A. Cooper  | - 26th Kentucky : Col Thomas B. Farleigh - 25th Michigan : Ltc Benjamin F. Orcutt - 132nd New York (& 99th New York, detachment) : Col Peter J. Claassen - 52nd Pennsylvania : Ltc John B. Conyngham                                                 |
| Deuxième division MG Darius N. Couch BG Joseph Alexander Cooper                                                      | 2nd Brigade Col John Mehringer                        | - 107th Illinois : Maj Thomas J. Milholland - 80th Indiana : Ltc Alfred D. Owen - 23rd Michigan : Col Oliver L. Spaulding - 111th Ohio : Ltc Isaac R. Sherwood - 118th Ohio : Ltc Edgar Sowers                                                       |
| Deuxième division MG Darius N. Couch BG Joseph Alexander Cooper                                                      | 3rd brigade Col Silas A. Strickland                   | - 91st Indiana : Ltc Charles H. Butterfield - 50th Ohio : Cpt John S. Conahan, Ltc James A. Bope - 181st Ohio : Ltc John E. Hudson, Col John O'Dowd - 183rd Ohio : Col George W. Hoge                                                                |
| Deuxième division MG Darius N. Couch BG Joseph Alexander Cooper                                                      | Artillerie                                            | - 19th Ohio Battery : Cpt Frank Wilson, Sr. |
| Troisième Division BG James W. Reilly BG Samuel P. Carter Provost Guard: - Compagnie F, 100th Ohio: Lt John P. Denny | 1st brigade Col Oscar W. Sterl                        | - 12th Kentucky : Ltc Lawrence H. Rousseau - 16th Kentucky : Ltc John S. White - 100th Ohio : Cpt Frank Rundell - 104th Ohio : Ltc William J. Jordan - 8th Tennessee : Cpt James W. Berry                                                            |
| Troisième Division BG James W. Reilly BG Samuel P. Carter Provost Guard: - Compagnie F, 100th Ohio: Lt John P. Denny | 2nd brigade Bvt BG John S. Casement                   | - 65th Illinois : Ltc William S. Stewart - 65th Indiana : Ltc John W. Hammond - 9th New Jersey : Col James Stewart, Jr. - 103rd Ohio : Cpt Henry S. Pickands - 177th Ohio : Ltc William H. Zimmerman                                                 |
| Troisième Division BG James W. Reilly BG Samuel P. Carter Provost Guard: - Compagnie F, 100th Ohio: Lt John P. Denny | 3rd brigade Bvt BG Thomas J. Henderson                | - 112th Illinois : Ltc Emery S. Bond - 63rd Indiana : Ltc Daniel Morris, Maj Frank Wilcox - 140th Indiana : Col Thomas J. Brady - 17th Massachusetts : Ltc Henry Splaine                                                                             |
| Troisième Division BG James W. Reilly BG Samuel P. Carter Provost Guard: - Compagnie F, 100th Ohio: Lt John P. Denny | Artillerie                                            | - Batterie D, 1st Ohio : Cpt Giles J. Cockerill, Lt Cecil C. Reed |
| Troisième division - Cavalry Bvt MG Hugh Judson Kilpatrick                                                           | 1st brigade Bvt BG Thomas J. Jordan                   | - 8th Indiana Cavalry (& 3rd Indiana, one bataillon) : Ltc Fielder A. Jones - 2nd Kentucky Cavalry : Maj Owen Star - 3rd Kentucky Cavalry : Ltc Robert H. King - 9th Pennsylvania Cavalry : Ltc David H. Kimmel                                      |
| Troisième division - Cavalry Bvt MG Hugh Judson Kilpatrick                                                           | 2nd brigade Bvt BG Smith D. Atkins                    | - 92nd Illinois Mounted Infantry : Ltc Matthew Van Buskirk - 9th Michigan Cavalry : Col George S. Acker - 9th Ohio Cavalry : Col William D. Hamilton - 10th Ohio Cavalry : Col Thomas W. Sanderson - McLaughlin's Squadron (Ohio) : Cpt John Dalzell |
| Troisième division - Cavalry Bvt MG Hugh Judson Kilpatrick                                                           | 3rd brigade Col Michael Kerwin Bvt BG Thomas T. Heath | - 1st Alabama Cavalry : Maj Sanford Tramel - 5th Ohio Cavalry : Maj George H. Rader - 13th Pennsylvania Cavalry : Maj George F. McCabe, Col Michael Kerwin                                                                                           |
| Troisième division - Cavalry Bvt MG Hugh Judson Kilpatrick                                                           | Artillerie                                            | - 23rd New York Battery : Cpt Samuel Kittinger |